# Björn Alexander Panek
Björn Alexander Panek (* 27. Dezember 1976 im Ruhrgebiet) ist ein deutscher Koch.

## Werdegang
Nach der Ausbildung absolvierte Panek zwei Praktika: von Mitte bis Ende 2000 in Kalifornien im Restaurant The French Laundry bei Thomas Keller (zwei Michelinsterne) und dann sechs Monate im Schlosshotel Bensberg (ein Michelinstern) bei Joachim Wissler.
Ab Mitte 2001 kochte er im Restaurant Victorian (ein Michelinstern) bei Günter Scherrer und Bobby Bräuer. 2004 wechselte zum Restaurant Tantris in München bei Hans Haas (zwei Michelinsterne) und 2005 zum Restaurant Quadriga  (ein Michelinstern) im Hotel Brandenburger Hof, wieder bei Bobby Bräuer. Dann wurde er Souschef im Restaurant 44 im Berliner Swissôtel bei Tim Raue tätig (ein Michelinstern).
Im März 2008 wurde Panek Küchenchef im Restaurant Gabriele der Adlon Collection, wo er bis Oktober 2010 kochte. Das Restaurant wurde 2008 und 2009 mit einem Michelinstern ausgezeichnet.
Danach war er eineinhalb Jahre Küchenchef im Restaurant Al Muntaha des Burj Al Arab Hotels in Dubai.
2012 wurde Panek Küchenchef im French Window Restaurant in Hongkong; dort wechselte er 2014 zum Whisk Restaurant und dann zum Twenty Six by Liberty.
2020 wurde er Küchenchef im Restaurants UMI in Shanghai. Er kocht moderne japanische Küche mit regionalen chinesischen Zutaten.

## Auszeichnungen
* 2008/2009: Ein Michelinstern im Guide Michelin 2009/2010

## Dokumentation
- 2012: 7 Sterne in Dubai – Wo Deutsche für Luxus sorgen.[8]